# Championnat de France Pro A de tennis de table 2015-2016
 (août 2019).
Navigation
Pro A 2014-2015 Pro A 2016-2017
Le Championnat de France Pro A de tennis de table 2015-2016 est la treizième édition du Championnat de France Pro A de tennis de table, plus haut niveau des championnats de France de tennis de table par équipes. Il oppose les 10 meilleures équipes de l'Hexagone dans le championnat masculin et les huit meilleures équipes féminines.
| \| Chartres ASTT Istres Sports Angers SS La Romagne Hennebont AC Boulogne-Billancourt SPO Rouen Pontoise-Cergy ASTT Miramas Lys Lez Lannoy CP Saint-Quentin ALCL Grand-Quevilly Metz TT \| Localisation des clubs engagés dans le championnat |
| Chartres ASTT Istres Sports Angers SS La Romagne Hennebont AC Boulogne-Billancourt SPO Rouen Pontoise-Cergy ASTT Miramas Lys Lez Lannoy CP Saint-Quentin ALCL Grand-Quevilly Metz TT                                                          |

## Longévité en cours
- Angers dispute sa 15e saison consécutive en première division. Les angevins sont les seuls avec Hennebont à avoir participé aux 12 premières éditions de la Pro A Masculine.
- Lys-lez-Lannoy dispute sa 17e saison consécutive en première division. Le club nordiste et par conséquent le seul à avoir disputé toutes les saisons de la Pro A Féminine

## Organisation 2015-2016
Plusieurs changements sont au programme de cette saison 2015-2016 concernant les maintiens :
- En Pro A Hommes, seul le dernier de la poule est relégué en Pro B. L'avant-dernier de la poule jouera désormais un match de barrage contre le deuxième de la Pro B.

## Avant-saison
- En match de barrage, le SPO Rouen, 2e de Pro B 2015, bat l'EP Isséenne, avant-dernier de Pro A, sur le score de 4-1. Les normands accède en première division pour la première fois depuis 15 ans.
- En Pro A Féminine, les trois clubs franciliens du CTT Elancourt, du Serris VEATT et l'US Kremlin-Bicêtre annoncent leur retraits des championnats professionnels. Sportivement relégué, le CA Mayenne est maintenu en Pro A qui passe à huit équipes cette saison.
- Le 23 juin, la CNAG annonce la rétrogradation du Quimper CTT en Nationale 1 et de l'ASTT Miramas en Pro B tandis que le Paris TT13 n'est pas autorisé à accéder à l'élite[1].

## PRO A Messieurs

### Clubs engagés[2]
| Cl      | Équipes                 | NS  | MR                  | Pts                 | J                   | V                   | N                   | D                   | Pé                  | Pp                  | Pc                  | Diff                | 2013-14 |
| ------- | ----------------------- | --- | ------------------- | ------------------- | ------------------- | ------------------- | ------------------- | ------------------- | ------------------- | ------------------- | ------------------- | ------------------- | ------- |
| 1       | GV Hennebont            | 12  | Champion            | 497                 | 210                 | 119                 | 49                  | 42                  | -                   | -                   | -                   | -                   | Pro A   |
| 2       | Vaillante Angers        | 12  | Dauphin             | 444                 | 210                 | 95                  | 44                  | 71                  | -                   | -                   | -                   | -                   | Pro A   |
| 3       | AS Pontoise-Cergy       | 11  | Champion            | 454                 | 198                 | 109                 | 38                  | 51                  | -                   | -                   | -                   | -                   | Pro A   |
| 4       | Istres TT               | 10  | 3e                  | 357                 | 180                 | 67                  | 43                  | 60                  | -                   | 476                 | 487                 | -11                 | Pro A   |
| 5 (+2)  | SS La Romagne           | 9   | 3e                  | 335                 | 162                 | 67                  | 39                  | 56                  | -                   | 462                 | 404                 | +58                 | Pro A   |
| 8 (+1)  | Caen TTC                | 7   | 5e                  | 198                 | 120                 | 25                  | 28                  | 67                  | -                   | -                   | -                   | -                   | Pro A   |
| 10      | Chartres ASTT           | 6   | Champion            | 274                 | 108                 | 73                  | 20                  | 15                  | -                   | 373                 | 190                 | +183                | Pro A   |
| 16 (+7) | Morez Haut-Jura         | 1   | 6e                  | 37                  | 18                  | 7                   | 5                   | 6                   | -                   | 50                  | 42                  | +8                  | Pro B   |
| 23      | AC Boulogne-Billancourt | 1re | 1re saison en Pro A | 1re saison en Pro A | 1re saison en Pro A | 1re saison en Pro A | 1re saison en Pro A | 1re saison en Pro A | 1re saison en Pro A | 1re saison en Pro A | 1re saison en Pro A | 1re saison en Pro A | Pro B   |
| 24      | SPO Rouen               | 1re | 1re saison en Pro A | 1re saison en Pro A | 1re saison en Pro A | 1re saison en Pro A | 1re saison en Pro A | 1re saison en Pro A | 1re saison en Pro A | 1re saison en Pro A | 1re saison en Pro A | 1re saison en Pro A | Pro B   |

### Classement Général
Classements par équipe du championnat de France de PRO A Messieurs saison 2015 - 2016.
Général
| Rang | Équipe                  | Pts | J  | V  | N | D  | F | Pp | Pc | Diff |
| ---- | ----------------------- | --- | -- | -- | - | -- | - | -- | -- | ---- |
| 1    | AS Pontoise-Cergy TT    | 49  | 18 | 15 | 1 | 2  | 0 | 67 | 32 | +35  |
| 2    | Chartres ASTT           | 44  | 18 | 11 | 4 | 3  | 0 | 61 | 32 | +29  |
| 3    | Vaillante Angers        | 40  | 18 | 8  | 6 | 4  | 0 | 55 | 45 | +10  |
| 4    | SS La Romagne           | 39  | 18 | 7  | 7 | 4  | 0 | 57 | 45 | +12  |
| 5    | GV Hennebont            | 39  | 18 | 8  | 5 | 5  | 0 | 53 | 46 | +7   |
| 6    | AC Boulogne-Billancourt | 35  | 18 | 5  | 7 | 6  | 0 | 52 | 51 | +1   |
| 7    | Morez Haut-Jura         | 32  | 18 | 7  | 0 | 11 | 0 | 39 | 52 | -13  |
| 8    | Caen TTC                | 30  | 18 | 2  | 8 | 8  | 0 | 39 | 59 | -20  |
| 9    | Istres TT               | 29  | 18 | 3  | 5 | 10 | 0 | 37 | 57 | -20  |
| 10   | SPO Rouen               | 23  | 18 | 0  | 5 | 13 | 0 | 26 | 67 | -41  |

- L'AS Pontoise-Cergy remporte son second titre de champion de France[3],[4].
 À l'issue de la saison 2015 - 2016, l'équipe terminant 10e au classement, sera automatiquement rétrogradée en PRO B Messieurs. Boulogne Billancourt est rétrogradé en Pro B, les promus seront Villeneuve PPC et Roanne LNTT.

## Pro A Dames

### Clubs Participants
| Cl      | Équipes                | NS | MR       | Pts | J   | V   | N  | D  | Pé | Pp  | Pc  | Diff | 2014-15 |
| ------- | ---------------------- | -- | -------- | --- | --- | --- | -- | -- | -- | --- | --- | ---- | ------- |
| 1       | CP Lys-lez-Lannoy      | 12 | Champion | 473 | 209 | 110 | 44 | 55 | -  | -   | -   | -    | Pro A   |
| 3 (+1)  | ALCL Grand-Quevilly    | 10 | Champion | 347 | 178 | 63  | 44 | 50 | 1  | -   | -   | -    | Pro A   |
| 8 (+2)  | TT Saint-Quentin       | 6  | 3e       | 207 | 106 | 38  | 25 | 43 | -  | 275 | 297 | -22  | Pro A   |
| 10 (+2) | Metz TT                | 5  | Champion | 185 | 88  | 40  | 17 | 31 | -  | 237 | 213 | +24  | Pro A   |
| 15 (+3) | Quimper Cornouaille TT | 3  | 3e       | 96  | 54  | 15  | 12 | 27 | -  | 120 | 166 | -46  | Pro A   |
| 18 (-1) | Poitiers TTACC 86      | 2  | 8e       | 58  | 36  | 6   | 10 | 20 | -  | 78  | 121 | -43  | Pro A   |
| 22 (+4) | CA Mayenne             | 1  | 8e       | 29  | 18  | 4   | 3  | 11 | -  | 32  | 59  | -27  | Pro A   |

### Classement Général
| Rang | Équipe              | Pts | J  | V  | N | D  | F | Pp | Pc | Diff |
| ---- | ------------------- | --- | -- | -- | - | -- | - | -- | -- | ---- |
| 1    | Metz TT             | 40  | 14 | 13 | 0 | 1  | 0 | 53 | 15 | +38  |
| 2    | CP Lys-lez-Lannoy   | 36  | 14 | 11 | 0 | 3  | 0 | 50 | 26 | +24  |
| 3    | Poitiers TTACC 86   | 31  | 14 | 7  | 3 | 4  | 0 | 42 | 29 | +13  |
| 4    | ALCL Grand-Quevilly | 29  | 14 | 6  | 3 | 5  | 0 | 38 | 36 | +2   |
| 5    | TT Saint-Quentin    | 27  | 14 | 5  | 3 | 6  | 0 | 37 | 35 | +2   |
| 6    | CA Mayenne          | 24  | 14 | 3  | 4 | 7  | 0 | 30 | 43 | -13  |
| 7    | AS Miramas TT       | 23  | 14 | 3  | 2 | 8  | 0 | 28 | 45 | -17  |
| 8    | Quimper CTT         | 14  | 14 | 0  | 0 | 14 | 0 | 7  | 56 | -49  |

Le promu de Pro B Dames pour la saison suivante sera Etival ASRTT. Miramas est rétrogradé en Pro B, la saison prochaine la Pro A Dames se jouera avec 7 équipes.